# Gabú
Gabú és una vila i un sector de Guinea Bissau, situat a la regió de Gabú. Té una superfície 2.183 kilòmetres quadrats. En 2008 comptava amb una població de 83.885 habitants. A la vila hi havia 14.430 segons estimacions de 2005
La vila és coneguda per la seva població fulbe i el predomini de la religió musulmana. Originàriament fou el centre del regne de Gabú o Kaabu, part de l'imperi de Mali, fins que Fouta-Djalon en va prendre el control en el segle xix. Gabú també és coneguda com a mercat i centre comercial amb Guinea i el Senegal. Durant la dominació portuguesa va rebre el nom de Nova Lamego. Després de la independència de Guinea Bissau va recuperar el seu nom tradicional.